# Wandu Shancheng
| Chinesische Bezeichnung   | Chinesische Bezeichnung |
| ------------------------- | ----------------------- |
| Traditionell:             | 丸都山城                |
| Vereinfacht:              | 丸都山城                |
| Pinyin:                   | Wándū Shānchéng         |
| Wade-Giles:               | Wan-tu Shan-ch’êng      |
| Koreanische Bezeichnung   |                         |
| koreanisches Alphabet:    | 환도산성                |
| chinesische Zeichen:      | 丸都山城                |
| Revidierte Romanisierung: | Hwando-sanseong         |
| McCune-Reischauer:        | Hwando-sansŏng          |

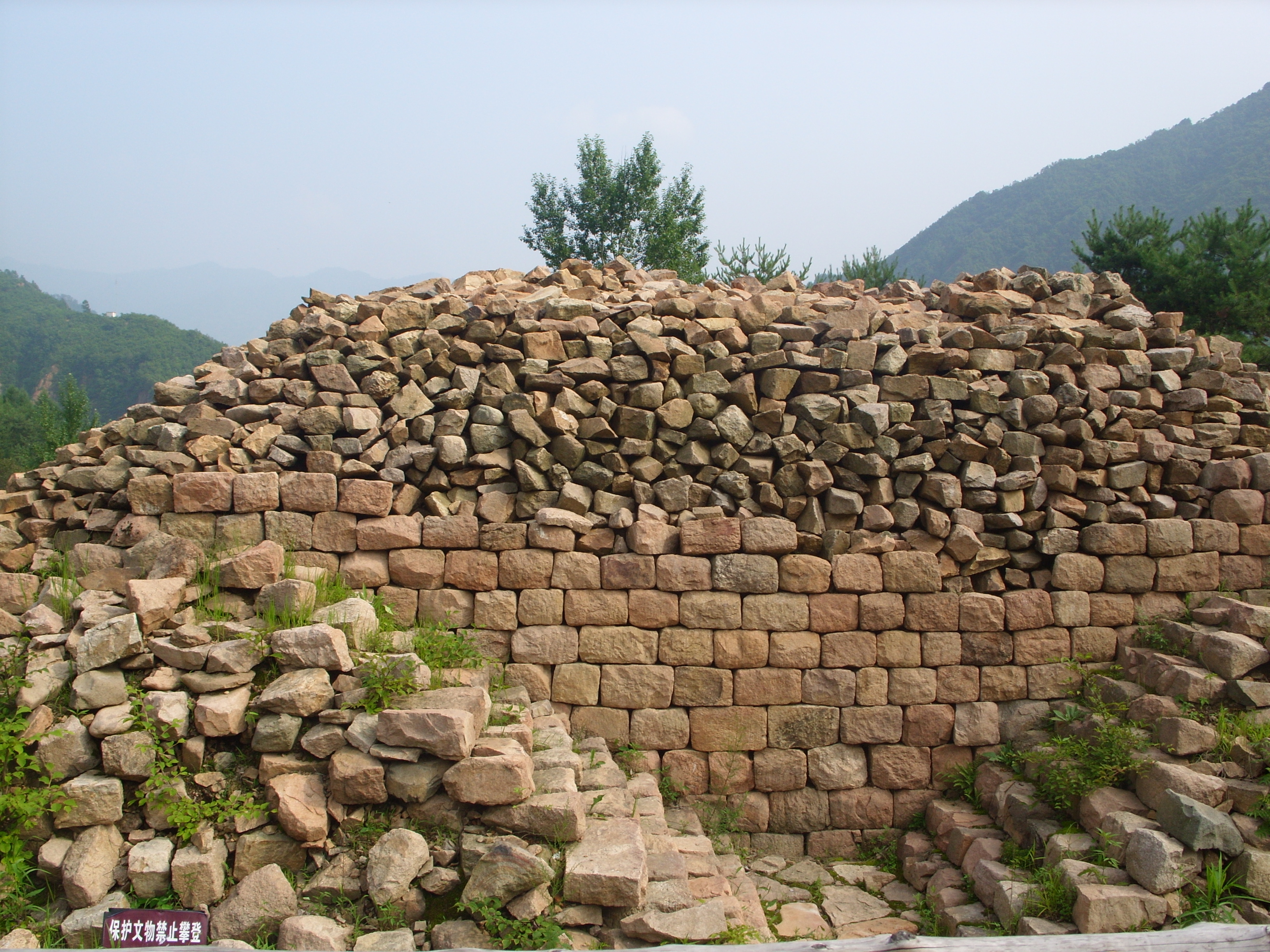
Ruine des Wachturms der Bergfestung

Wandu Shancheng bzw. die Bergfestung Hwando ist eine archäologische Stätte des Reiches Koguryŏ (chin. Gaogouli) und befindet sich 2,5 Kilometer nordwestlich der Stadt Ji’an in der chinesischen Provinz Jilin. Sie liegt nahe der Stätte Guonei Cheng, die ebenfalls der mittleren Koguryŏ-Zeit angehört. Sie stehen seit 1982 gemeinsam auf der Liste der Denkmäler der Volksrepublik China (2-52) und sind seit 2004 als Teil der UNESCO-Weltkulturerbe-Stätte "Hauptstädte und Grabmäler des antiken Königreichs Koguryo" gelistet.
Die Bergfestung Wandu (im Dorf Shancheng des Straßenviertels Tongsheng von Ji’an) wurde 198 erbaut und 342 zerstört. Sie diente vorübergehend als Hauptstadt.
Christopher I. Beckwith führt den Namen der Stadt in der Koguryŏ-Sprache auf den „mitteleurasischen Begriff ordu ~ ordo ‚Hauptstadt, Königshof, königliches Lager‘“ zurück, auf den auch das deutsche Wort „Horde“ zurückgeht.